# Shrink (film)
Shrink è un film del 2009 diretto da Jonas Pate. Interpretato da Kevin Spacey e da un cast corale, è una pellicola indipendente che tratta di uno psicologo che ha in cura persone del mondo dello spettacolo a Los Angeles.
Il film è stato presentato al Sundance Film Festival 2009.